# Alloclubionoides grandivulvus
Alloclubionoides grandivulvus là một loài nhện trong họ Amaurobiidae.
Loài này thuộc chi Alloclubionoides. Alloclubionoides grandivulvus được Takeo Yaginuma miêu tả năm 1969.